# Адміністративний устрій Запорізької області
Запорізька область була утворена 10 січня 1939 року шляхом поділу Дніпропетровської області. Вона складається з 5 районів. Одне місто, Запоріжжя, має районний поділ, представлений сімома районами. Всього в області 14 міст, 22 селища міського типу, 914 сільських населених пунктів, з них 44 селища і 870 сіл. Державну й адміністративну владу забезпечують обласна рада й ОДА, у системі місцевого самоврядування ради територіальних громад.

## Історія
26 березня 1939 року ліквідований Коларівський, Люксембурзький, Молочанський та Ротфронтівський район; тоді ж утворено Приморський район.
20 лютого 1945 р. створено нові райони: Верхнє-Хортицький, Комишевахський і Ново-Керменичський та ліквідовано Запорізький район і Новозлатопільський район.
27 червня 1946 р. Ново-Керменчицький район перейменовано на Розівський район (з перенесенням районного центру з села Новий Керменчик в смт Розівка).
У 1962 році, після укрупнення, залишилось 10 районів (було ліквідовано 13 районів: Андріївський, Великобілозерський, Верхньохортицький, Веселівський, Гуляйпільський, Кам'янсько-Дніпровський, Комишуваський, Нововасилівський, Новомиколаївський, Приморський, Розівський, Чернігівський та Якимівський). 
6 січня 1964 р. Василівський район перейменовано на Кам'янсько-Дніпровський район (з перенесенням районного центру).
У 1965 р. деякі з районів були знову утворені та їхня кількість склала 17.
У грудні 1966 р. було утворено раніше ліквідований Новомиколаївський район. Червоноармійський район перейменовано на Вільнянський, а Пологський — на Пологівський.
3 лютого 1993 року знову утворено Великобілозерський район.
4 лютого 2016 року Верховна Рада України проголосувала за перейменування п'яти населених пунктів Запорізької області у зв'язку з декомунізацією.
21 травня 2016 року постановою Верховної Ради України № 1353-VIII в Запорізькій області були перейменовані 18 населених пунктів і один район.
1 червня 2016 року спікер Верховної Ради Андрій Парубій підписав проєкт постанови № 4085 «Про перейменування окремих населених пунктів і районів». У документі значилося 40 нових назв для населених пунктів Запорізької області.
У 17 липня 2020 Верховна Рада України прийняла Постанову № 3650 «Про утворення та ліквідацію районів», що є частиною адміністративно-територіальної реформи. За її результатами було укрупнено Запорізький, Василівський, Пологівський, Мелітопольський та Бердяньский райони.

## Адміністративний устрій

### 2020 року
| № | Назва           | Герб | Прапор | Населення (серпень 2020) | Площа, км² | Адмін. центр | Мапа | Склад       |
| - | --------------- | ---- | ------ | ------------------------ | ---------- | ------------ | ---- | ----------- |
| 1 | Бердянський     |      |        | 183 984                  | 4461       | Бердянськ    |      | Адм. устрій |
| 2 | Василівський    |      |        | 188 667                  | 4287       | Василівка    |      | Адм. устрій |
| 3 | Запорізький     |      |        | 874 150                  | 4674       | Запоріжжя    |      | Адм. устрій |
| 4 | Мелітопольський |      |        | 286 574                  | 7081       | Мелітополь   |      | Адм. устрій |
| 5 | Пологівський    |      |        | 172 461                  | 6762       | Пологи       |      | Адм. устрій |

### З 1923 по 2020 рік

#### Райони
| №  | Назва                   | Герб | Населення (1 лютого 2012) | Площа, км² | Адмін. центр         | Мапа | Склад       |
| -- | ----------------------- | ---- | ------------------------- | ---------- | -------------------- | ---- | ----------- |
| 1  | Бердянський             |      | 26 466                    | 1776       | Бердянськ            |      | Адм. устрій |
| 2  | Більмацький             |      | 23 530                    | 1300       | Більмак              |      | Адм. устрій |
| 3  | Василівський            |      | 65 797                    | 1620       | Василівка            |      | Адм. устрій |
| 4  | Великобілозерський      |      | 8287                      | 470        | Велика Білозерка     |      | Адм. устрій |
| 5  | Веселівський            |      | 22 210                    | 1128       | Веселе               |      | Адм. устрій |
| 6  | Вільнянський            |      | 47 961                    | 1280       | Вільнянськ           |      | Адм. устрій |
| 7  | Гуляйпільський          |      | 28 278                    | 1300       | Гуляйполе            |      | Адм. устрій |
| 8  | Запорізький             |      | 57 664                    | 1460       | Запоріжжя            |      | Адм. устрій |
| 9  | Кам'янсько-Дніпровський |      | 41 460                    | 1240       | Кам'янка-Дніпровська |      | Адм. устрій |
| 10 | Мелітопольський         |      | 50 498                    | 1780       | Мелітополь           |      | Адм. устрій |
| 11 | Михайлівський           |      | 29 736                    | 1067       | Михайлівка           |      | Адм. устрій |
| 12 | Новомиколаївський       |      | 16 800                    | 915        | Новомиколаївка       |      | Адм. устрій |
| 13 | Оріхівський             |      | 47 487                    | 1590       | Оріхів               |      | Адм. устрій |
| 14 | Пологівський            |      | 42 026                    | 1340       | Пологи               |      | Адм. устрій |
| 15 | Приазовський            |      | 28 730                    | 1947       | Приазовське          |      | Адм. устрій |
| 16 | Приморський             |      | 31 204                    | 1400       | Приморськ            |      | Адм. устрій |
| 17 | Розівський              |      | 9462                      | 610        | Розівка              |      | Адм. устрій |
| 18 | Токмацький              |      | 23 815                    | 1442       | Токмак               |      | Адм. устрій |
| 19 | Чернігівський           |      | 18 137                    | 1200       | Чернігівка           |      | Адм. устрій |
| 20 | Якимівський             |      | 34 600                    | 1850       | Якимівка             |      | Адм. устрій |

#### Міста обласного значення
| № | Назва      | Герб | Прапор | Населення (1 лютого 2012) | Площа, км² |
| - | ---------- | ---- | ------ | ------------------------- | ---------- |
| 1 | Запоріжжя  |      |        | 772 258                   | 334        |
| 2 | Бердянськ  |      |        | 119 583                   | 82         |
| 3 | Енергодар  |      |        | 54 658                    | 63,5       |
| 4 | Мелітополь |      |        | 156 917                   | 49,66      |
| 5 | Токмак     |      |        | 33 153                    | 32,46      |